# Harald Eiserman
Harald Eiserman, född 10 januari 1880 i Göteborg, död 4 mars 1956 i Göteborg,  var en svensk idrottsman (medeldistanslöpare). Han tävlade för IS Lyckans Soldater.
1903 vann Eiserman SM på 1 500 m (4.27,6).